# FA Cup 2016/17
Der FA Cup 2016/17 (Sponsorname: Emirates FA Cup) war die 136. Austragung des weltweit ältesten Fußballpokalturniers The Football Association Challenge Cup, oder FA Cup. Diese Pokalsaison begann mit 736 Vereinen.
Der Pokalwettbewerb begann am 6. August 2016 mit der Extra-Vorrunde und endete mit dem Finale im Wembley Stadium in London am 27. Mai 2017, das der FC Arsenal gegen den FC Chelsea für sich entschied.

## Kalender
| Runde                      | Datum              | Spiele | Vereine   | Neueinstiege | Prämien                                  |
| -------------------------- | ------------------ | ------ | --------- | ------------ | ---------------------------------------- |
| Extra-Vorrunde             | 6. August 2016     | 184    | 736 → 552 | 368          | 1.500 £                                  |
| Vorrunde                   | 20. August 2016    | 160    | 552 → 392 | 136          | 1.925 £                                  |
| Erste Qualifikationsrunde  | 3. September 2016  | 116    | 392 → 276 | 72           | 3.000 £                                  |
| Zweite Qualifikationsrunde | 17. September 2016 | 80     | 276 → 196 | 44           | 4.500 £                                  |
| Dritte Qualifikationsrunde | 1. Oktober 2016    | 40     | 196 → 156 | keine        | 7.500 £                                  |
| Vierte Qualifikationsrunde | 15. Oktober 2016   | 32     | 156 → 124 | 24           | 12.500 £                                 |
| Erste Hauptrunde           | 5. November 2016   | 40     | 124 → 84  | 48           | 18.000 £                                 |
| Zweite Hauptrunde          | 3. Dezember 2016   | 20     | 84 → 64   | keine        | 27.000 £                                 |
| Dritte Hauptrunde          | 7. Januar 2017     | 32     | 64 → 32   | 44           | 67.500 £                                 |
| Vierte Hauptrunde          | 28. Januar 2017    | 16     | 32 → 16   | keine        | 90.000 £                                 |
| Fünfte Hauptrunde          | 18. Februar 2017   | 8      | 16 → 8    | keine        | 180.000 £                                |
| Viertelfinale              | 11. März 2017      | 4      | 8 → 4     | keine        | 360.000 £                                |
| Halbfinale                 | 22./23. April 2017 | 2      | 4 → 2     | keine        | Sieger: 900.000 £ Verlierer: 450.000 £   |
| Finale                     | 27. Mai 2017       | 1      | 2 → 1     | keine        | Sieger: 1.800.000 £ Verlierer: 900.000 £ |

## Modus
Kompletter Überblick bei: FA Cup
Der FA Cup wird in Runden ausgespielt. Teilnehmen kann jede Mannschaft, die ein bestimmtes Leistungsniveau hat und ein angemessenes Spielfeld besitzt. Die Paarungen jeder Runde werden in einer offenen Auslosung ohne Setzliste ausgelost. Die zuerst gezogene Mannschaft hat Heimrecht. Endet das Spiel unentschieden, findet ein Rückspiel auf dem Platz der anderen Mannschaft statt. Endet das Rückspiel ebenfalls unentschieden, geht das Spiel in Verlängerung bzw. Elfmeterschießen. Dieser Modus gilt bis zur fünften Hauptrunde. Ab dem Viertelfinale gibt es nur ein Spiel ggf. mit Verlängerung und Elfmeterschießen.
Einige Mannschaften sind von bestimmten Runden freigestellt:
- In der zweiten Qualifikationsrunde kommen die Mannschaften der National League North/South (6. Spielklasse des englischen Ligabetriebes) hinzu.
- In der vierten Qualifikationsrunde kommen die Mannschaften der National League (5. Spielklasse des englischen Ligabetriebes) hinzu.
- In der ersten Hauptrunde kommen die Mannschaften der League 1 und 2 der Football League (3. und 4. Spielklasse des englischen Ligabetriebes) hinzu.
- In der dritten Hauptrunde am ersten Januarwochenende kommen die Mannschaften des Football League Championship (2. Spielklasse des englischen Ligabetriebes) und der Premier League (1. Spielklasse des englischen Ligabetriebes) hinzu

Die Halbfinalspiele finden auf neutralem Platz, das Finale im Wembley-Stadion statt.
Jeder Sieger erhält eine Prämie aus den Fernsehgeldern, die nach Runde gestaffelt ist.

## Hauptrunde

### Erste Hauptrunde
In der ersten Hauptrunde traten die jeweils 24 Mannschaften der Football League One bzw. Two in den Wettbewerb ein. Die Auslosung der ersten Hauptrunde fand am 17. Oktober 2016 statt. Die Spiele fanden zwischen dem 4. und 7. November 2016 statt. Die Wiederholungsspiele wurden zwischen dem 14. und 17. November 2016 ausgetragen.
|                           | Ergebnis |                             |
| ------------------------- | -------- | --------------------------- |
| FC Eastleigh (V)          | 1:1      | Swindon Town (III)          |
| FC Millwall (III)         | 1:0      | Southend United (III)       |
| Bolton Wanderers (III)    | 1:0      | Grimsby Town (IV)           |
| Bradford City (III)       | 1:2      | Accrington Stanley (IV)     |
| Braintree Town (V)        | 7:0      | Eastbourne Borough (VI)     |
| FC Bury (III)             | 2:2      | AFC Wimbledon (III)         |
| Cambridge United (IV)     | 1:1      | Dover Athletic (V)          |
| Charlton Athletic (III)   | 3:1      | Scunthorpe United (III)     |
| Cheltenham Town (IV)      | 1:1      | Crewe Alexandra (IV)        |
| Colchester United (IV)    | 1:2      | FC Chesterfield (III)       |
| Crawley Town (IV)         | 1:1      | Bristol Rovers (III)        |
| Dagenham & Redbridge (V)  | 0:0      | FC Halifax Town (VI)        |
| FC Dartford (VI)          | 3:6      | Sutton United (V)           |
| Exeter City (IV)          | 1:3      | Luton Town (IV)             |
| FC Gillingham (III)       | 2:2      | Brackley Town (VI)          |
| Lincoln City (V)          | 2:1      | FC Altrincham (VI)          |
| Mansfield Town (IV)       | 1:2      | Plymouth Argyle (IV)        |
| FC Merstham (VII)         | 0:5      | Oxford United (III)         |
| Milton Keynes Dons (III)  | 3:2      | Spennymoor Town (VII)       |
| Northampton Town (III)    | 6:0      | Harrow Borough (VII)        |
| Oldham Athletic (III)     | 2:1      | Doncaster Rovers (IV)       |
| Peterborough United (III) | 2:1      | Chesham United (VII)        |
| Port Vale (III)           | 1:0      | FC Stevenage (IV)           |
| FC Portsmouth (IV)        | 1:2      | Wycombe Wanderers (IV)      |
| Shrewsbury Town (III)     | 3:0      | FC Barnet (IV)              |
| Stockport County (VI)     | 2:4      | FC Woking (V)               |
| FC Walsall (III)          | 0:1      | Macclesfield Town (V)       |
| FC Westfields (IX)        | 1:1      | Curzon Ashton (VI)          |
| FC Whitehawk (VI)         | 1:1      | FC Stourbridge (VII)        |
| Yeovil Town (IV)          | 2:2      | Solihull Moors (V)          |
| Alfreton Town (VI)        | 1:1      | AFC Newport County (IV)     |
| FC Blackpool (IV)         | 2:0      | Kidderminster Harriers (VI) |
| FC Boreham Wood (V)       | 2:2      | Notts County (IV)           |
| Hartlepool United (IV)    | 3:0      | FC Stamford (VIII)          |
| Maidstone United (V)      | 1:1      | AFC Rochdale (III)          |
| FC Morecambe (IV)         | 1:1      | Coventry City (III)         |
| Sheffield United (III)    | 6:0      | Leyton Orient (IV)          |
| St Albans City (VI)       | 3:5      | Carlisle United (IV)        |
| Taunton Town (VIII)       | 2:2      | AFC Barrow (V)              |
| FC Southport (V)          | 0:0      | Fleetwood Town (III)        |

Wiederholungsspiele
|                         | Ergebnis              |                          |
| ----------------------- | --------------------- | ------------------------ |
| Curzon Ashton (VI)      | 3:1                   | FC Westfields (IX)       |
| FC Stourbridge (VII)    | 3:0                   | FC Whitehawk (VI)        |
| AFC Barrow (V)          | 2:1                   | Taunton Town (VIII)      |
| Bristol Rovers (III)    | 4:2 n. V.             | Crawley Town (IV)        |
| Coventry City (III)     | 2:1                   | FC Morecambe (IV)        |
| Crewe Alexandra (IV)    | 1:4                   | Cheltenham Town (IV)     |
| Fleetwood Town (III)    | 4:1 n. V.             | FC Southport (V)         |
| FC Halifax Town (VI)    | 2:1                   | Dagenham & Redbridge (V) |
| AFC Newport County (IV) | 4:1 n. V.             | Alfreton Town (VI)       |
| Notts County (IV)       | 2:0                   | FC Boreham Wood (V)      |
| AFC Rochdale (III)      | 2:0                   | Maidstone United (V)     |
| Solihull Moors (V)      | 1:1 n. V. (4:2 i. E.) | Yeovil Town (IV)         |
| Swindon Town (III)      | 1:3                   | FC Eastleigh (V)         |
| AFC Wimbledon (III)     | 5:0                   | FC Bury (III)            |
| Brackley Town (VI)      | 4:3 n. V.             | FC Gillingham (III)      |
| Dover Athletic (V)      | 2:4 n. V.             | Cambridge United (IV)    |

### Zweite Hauptrunde
Die Partien der zweiten Hauptrunde wurden am 7. November 2016 ausgelost. Die Spiele fanden zwischen dem 2. und 5. Dezember statt; die Wiederholungsspiele wurden am 13., 20. und 21. Dezember 2016 ausgetragen.
|                         | Ergebnis |                           |
| ----------------------- | -------- | ------------------------- |
| Macclesfield Town (V)   | 0:0      | Oxford United (III)       |
| FC Blackpool (IV)       | 1:0      | Brackley Town (VI)        |
| Carlisle United (IV)    | 0:2      | AFC Rochdale (III)        |
| Charlton Athletic (III) | 0:0      | Milton Keynes Dons (III)  |
| FC Chesterfield (III)   | 0:5      | Wycombe Wanderers (IV)    |
| Luton Town (IV)         | 6:2      | Solihull Moors (V)        |
| Plymouth Argyle (IV)    | 0:0      | AFC Newport County (IV)   |
| Shrewsbury Town (III)   | 0:0      | Fleetwood Town (III)      |
| Sutton United (V)       | 2:1      | Cheltenham Town (IV)      |
| Bolton Wanderers (III)  | 3:2      | Sheffield United (III)    |
| Bristol Rovers (III)    | 1:2      | AFC Barrow (V)            |
| Cambridge United (IV)   | 4:0      | Coventry City (III)       |
| Curzon Ashton (VI)      | 3:4      | AFC Wimbledon (III)       |
| FC Eastleigh (V)        | 3:3      | FC Halifax Town (VI)      |
| FC Millwall (III)       | 5:2      | Braintree Town (V)        |
| Notts County (IV)       | 2:2      | Peterborough United (III) |
| Port Vale (III)         | 4:0      | Hartlepool United (IV)    |
| FC Woking (V)           | 0:3      | Accrington Stanley (IV)   |
| Lincoln City (V)        | 3:2      | Oldham Athletic (III)     |
| FC Stourbridge (VII)    | 1:0      | Northampton Town (III)    |

Wiederholungsspiele
|                           | Ergebnis  |                         |
| ------------------------- | --------- | ----------------------- |
| Fleetwood Town (III)      | 3:2       | Shrewsbury Town (III)   |
| FC Halifax Town (VI)      | 0:2       | FC Eastleigh (V)        |
| Milton Keynes Dons (III)  | 3:1 n. V. | Charlton Athletic (III) |
| Oxford United (III)       | 3:0       | Macclesfield Town (V)   |
| Peterborough United (III) | 2:0       | Notts County (IV)       |
| AFC Newport County (IV)   | 0:1 n. V. | Plymouth Argyle (IV)    |

### Dritte Hauptrunde
In dieser Runde traten die Mannschaften der FA Premier League (20 Teams) und die Mannschaften des Football League Championship (24 Teams) in den Wettbewerb ein. Die Partien der dritten Hauptrunde wurden am 5. Dezember 2016 ausgelost. Die Spiele fanden zwischen dem 6. und 9. Januar 2017 statt. Die Wiederholungsspiele wurden am 17. und 18. Januar 2017 ausgetragen.
|                             | Ergebnis |                              |
| --------------------------- | -------- | ---------------------------- |
| West Ham United (I)         | 0:5      | Manchester City (I)          |
| Accrington Stanley (IV)     | 2:1      | Luton Town (IV)              |
| AFC Barrow (V)              | 0:2      | AFC Rochdale (III)           |
| Birmingham City (II)        | 1:1      | Newcastle United (II)        |
| FC Blackpool (IV)           | 0:0      | FC Barnsley (II)             |
| Bolton Wanderers (III)      | 0:0      | Crystal Palace (I)           |
| FC Brentford (II)           | 5:1      | FC Eastleigh (V)             |
| Brighton & Hove Albion (II) | 2:0      | Milton Keynes Dons (III)     |
| Bristol City (II)           | 0:0      | Fleetwood Town (III)         |
| FC Everton (I)              | 1:2      | Leicester City (I)           |
| Huddersfield Town (II)      | 4:0      | Port Vale (III)              |
| Hull City (I)               | 2:0      | Swansea City (I)             |
| Ipswich Town (II)           | 2:2      | Lincoln City (V)             |
| Manchester United (I)       | 4:0      | FC Reading (II)              |
| FC Millwall (III)           | 3:0      | AFC Bournemouth (I)          |
| Norwich City (II)           | 2:2      | FC Southampton (I)           |
| Preston North End (II)      | 1:2      | FC Arsenal (I)               |
| Queens Park Rangers (II)    | 1:2      | Blackburn Rovers (II)        |
| Rotherham United (II)       | 2:3      | Oxford United (III)          |
| Stoke City (I)              | 0:2      | Wolverhampton Wanderers (II) |
| AFC Sunderland (I)          | 0:0      | FC Burnley (I)               |
| Sutton United (V)           | 0:0      | AFC Wimbledon (III)          |
| FC Watford (I)              | 2:0      | Burton Albion (II)           |
| West Bromwich Albion (I)    | 1:2      | Derby County (II)            |
| Wigan Athletic (II)         | 2:0      | Nottingham Forest (II)       |
| Wycombe Wanderers (IV)      | 2:1      | FC Stourbridge (VII)         |
| Cardiff City (II)           | 1:2      | FC Fulham (II)               |
| FC Chelsea (I)              | 4:1      | Peterborough United (III)    |
| FC Liverpool (I)            | 0:0      | Plymouth Argyle (IV)         |
| FC Middlesbrough (I)        | 3:0      | Sheffield Wednesday (II)     |
| Tottenham Hotspur (I)       | 2:0      | Aston Villa (II)             |
| Cambridge United (IV)       | 1:2      | Leeds United (II)            |

Wiederholungsspiele
|                       | Ergebnis  |                        |
| --------------------- | --------- | ---------------------- |
| FC Barnsley (II)      | 1:2 n. V. | FC Blackpool (IV)      |
| FC Burnley (I)        | 2:0       | AFC Sunderland (I)     |
| Crystal Palace (I)    | 2:1       | Bolton Wanderers (III) |
| Fleetwood Town (III)  | 0:1       | Bristol City (II)      |
| Lincoln City (V)      | 1:0       | Ipswich Town (II)      |
| AFC Wimbledon (III)   | 1:3       | Sutton United (V)      |
| Newcastle United (II) | 3:1       | Birmingham City (II)   |
| Plymouth Argyle (IV)  | 0:1       | FC Liverpool (I)       |
| FC Southampton (I)    | 1:0       | Norwich City (II)      |

### Vierte Hauptrunde
Die Auslosung der vierten Hauptrunde fand am 9. Januar 2017 statt. Die Spiele wurden zwischen dem 27. und 29. Januar 2017 absolviert. Das Wiederholungsspiel wurde am 8. Februar 2017 ausgetragen.
|                       | Ergebnis |                              |
| --------------------- | -------- | ---------------------------- |
| Derby County (II)     | 2:2      | Leicester City (I)           |
| Blackburn Rovers (II) | 2:0      | FC Blackpool (IV)            |
| FC Burnley (I)        | 2:0      | Bristol City (II)            |
| FC Chelsea (I)        | 4:0      | FC Brentford (II)            |
| Crystal Palace (I)    | 0:3      | Manchester City (I)          |
| Lincoln City (V)      | 3:1      | Brighton & Hove Albion (II)  |
| FC Liverpool (I)      | 1:2      | Wolverhampton Wanderers (II) |
| FC Middlesbrough (I)  | 1:0      | Accrington Stanley (IV)      |
| Oxford United (III)   | 3:0      | Newcastle United (II)        |
| AFC Rochdale (III)    | 0:4      | Huddersfield Town (II)       |
| FC Southampton (I)    | 0:5      | FC Arsenal (I)               |
| Tottenham Hotspur (I) | 4:3      | Wycombe Wanderers (IV)       |
| FC Fulham (II)        | 4:1      | Hull City (I)                |
| Manchester United (I) | 4:0      | Wigan Athletic (II)          |
| FC Millwall (III)     | 1:0      | FC Watford (I)               |
| Sutton United (V)     | 1:0      | Leeds United (II)            |

Wiederholungsspiel
|                    | Ergebnis  |                   |
| ------------------ | --------- | ----------------- |
| Leicester City (I) | 3:1 n. V. | Derby County (II) |

### Fünfte Hauptrunde
Die Auslosung der fünften Hauptrunde fand am 30. Januar 2017 statt. Die Spiele wurden zwischen dem 18. und 20. Februar 2017 absolviert. Das Wiederholungsspiel wird am 28. Februar 2017 ausgetragen.
|                              | Ergebnis |                       |
| ---------------------------- | -------- | --------------------- |
| FC Burnley (I)               | 0:1      | Lincoln City (V)      |
| Huddersfield Town (II)       | 0:0      | Manchester City (I)   |
| FC Middlesbrough (I)         | 3:2      | Oxford United (III)   |
| FC Millwall (III)            | 1:0      | Leicester City (I)    |
| Wolverhampton Wanderers (II) | 0:2      | FC Chelsea (I)        |
| Blackburn Rovers (II)        | 1:2      | Manchester United (I) |
| FC Fulham (II)               | 0:3      | Tottenham Hotspur (I) |
| Sutton United (V)            | 0:2      | FC Arsenal (I)        |

Wiederholungsspiel
|                     | Ergebnis |                        |
| ------------------- | -------- | ---------------------- |
| Manchester City (I) | 5:1      | Huddersfield Town (II) |

### Sechste Hauptrunde (Viertelfinale)
Die Auslosung des Viertelfinales fand am 19. Februar 2017 statt. Die Spiele wurden zwischen dem 11. und 13. März 2017 ausgetragen. Zum ersten Mal seit 1914 wird mit Lincoln City ein Amateur-Klub am Viertelfinale teilnehmen.
|                       | Ergebnis |                       |
| --------------------- | -------- | --------------------- |
| FC Arsenal (I)        | 5:0      | Lincoln City (V)      |
| FC Middlesbrough (I)  | 0:2      | Manchester City (I)   |
| Tottenham Hotspur (I) | 6:0      | FC Millwall (III)     |
| FC Chelsea (I)        | 1:0      | Manchester United (I) |

### Siebte Hauptrunde (Halbfinale)
Die Auslosung des Halbfinales fand am 13. März 2017 statt. Die Spiele wurden am 22. und 23. April 2017 im Wembley Stadium in London ausgetragen.
|                | Ergebnis  |                       |
| -------------- | --------- | --------------------- |
| FC Chelsea (I) | 4:2       | Tottenham Hotspur (I) |
| FC Arsenal (I) | 2:1 n. V. | Manchester City (I)   |

## Finale
| FC Arsenal                                                   | FC Arsenal | FC Chelsea | FC Chelsea | Aufstellung                             |
| ------------------------------------------------------------ | --- | --- | ---------- | --------------------------------------- |
| FC Arsenal                                                   | \| 27. Mai 2017 um 17:30 Uhr (WESZ) in London (Wembley-Stadion) \| \| Ergebnis: 2:1 (1:0) \| \| Zuschauer: 89.472 \| \| Schiedsrichter: Anthony Taylor (Cheshire) \| \| Spielbericht \| | \| 27. Mai 2017 um 17:30 Uhr (WESZ) in London (Wembley-Stadion) \| \| Ergebnis: 2:1 (1:0) \| \| Zuschauer: 89.472 \| \| Schiedsrichter: Anthony Taylor (Cheshire) \| \| Spielbericht \|                                                                  | FC Chelsea | Aufstellung FC Arsenal gegen FC Chelsea |
| FC Arsenal                                                   | David Ospina – Rob Holding, Per Mertesacker , Nacho Monreal – Héctor Bellerín, Aaron Ramsey, Granit Xhaka, Alex Oxlade-Chamberlain (82. Francis Coquelin) – Alexis Sánchez (90.+3' Mohamed Elneny), Danny Welbeck (78. Olivier Giroud), Mesut Özil Cheftrainer: Arsène Wenger ( Frankreich) | Thibaut Courtois – César Azpilicueta, David Luiz, Gary Cahill – Victor Moses, N’Golo Kanté, Nemanja Matić (61. Cesc Fàbregas), Marcos Alonso – Pedro (72. Willian), Diego Costa (88. Michy Batshuayi), Eden Hazard Cheftrainer: Antonio Conte ( Italien) | FC Chelsea | Aufstellung FC Arsenal gegen FC Chelsea |
| FC Arsenal                                                   | 1:0 Alexis Sánchez (4.) 2:1 Aaron Ramsey (79.) | 1:1 Diego Costa (76.) | FC Chelsea | Aufstellung FC Arsenal gegen FC Chelsea |
| FC Arsenal                                                   | Aaron Ramsey (9.), Rob Holding (53.), Granit Xhaka (81.), Francis Coquelin (83.) | Victor Moses (57.), N’Golo Kanté (59.) | FC Chelsea | Aufstellung FC Arsenal gegen FC Chelsea |
| FC Arsenal                                                   | Victor Moses (68.) | | FC Chelsea | Aufstellung FC Arsenal gegen FC Chelsea |
| FC Arsenal                                                   | Spieler des Spiels: Alexis Sánchez | | FC Chelsea | Aufstellung FC Arsenal gegen FC Chelsea |
| 27. Mai 2017 um 17:30 Uhr (WESZ) in London (Wembley-Stadion) | | |            |                                         |
| Ergebnis: 2:1 (1:0)                                          | | |            |                                         |
| Zuschauer: 89.472                                            | | |            |                                         |
| Schiedsrichter: Anthony Taylor (Cheshire)                    | | |            |                                         |
| Spielbericht                                                 | | |            |                                         |